# 처녀 비행
처녀 비행(maiden flight) 또는 첫 비행(first flight)은 항공기에서 자체 동력으로 지상을 떠나는 첫 번째 경우이다. 로켓의 첫 발사에도 같은 용어가 사용된다.
새로운 유형의 항공기의 처녀 비행은 항상 해당 유형의 역사적인 사건이며 관련된 사람들에게는 매우 감동적일 수 있다. 항공 초기에는 일반적으로 항공기의 정확한 조종성을 알 수 없었기 때문에 위험할 수 있었다. 새로운 유형의 처녀 비행은 거의 예외 없이 고도로 숙련된 테스트 파일럿에 의해 비행된다. 처녀 비행에는 일반적으로 고도 (높이), 대기속도 및 일반 감항성과 같은 항목을 확인하기 위해 추적 비행기가 동반된다.
처녀 비행은 항공기 유형 개발의 한 단계일 뿐이다. 유형이 순수 연구용 항공기(예: X-15)가 아닌 이상, 항공기는 허용 가능한 안전 여유와 함께 원하는 성능을 제공하는지 확인하기 위해 광범위한 테스트를 거쳐야 한다. 민간 항공기의 경우, 새로운 유형의 항공기가 운항되기 전에 정부 기관(예: 미국 연방항공국)의 인증을 받아야 한다.